# Gretna Football Club 2008
Gretna Football Club 2008 (comumente referido como Gretna 2008 e coloquialmente como Gretna) é um clube de futebol da cidade de Gretna. Foi fundado em 2008 após a falência e extinção do Gretna, que existia desde 1946. O Gretna 2008 não é uma continuação direta do antigo clube, estando sob uma gestão e configuração completamente diferentes; o clube negocia sob o nome Gretna FC 2008 Ltd para evitar confusão com o antigo Gretna.
Em 2013, o clube tornou-se membro fundador da Lowland League, tendo anteriormente jogado na East of Scotland Football League Premier Division. A equipe jogou a maior parte da temporada 2008-09 no Everholm Stadium em Annan. No final da temporada, no entanto, os novos proprietários do Raydale Park permitiram que Gretna 2008 se mudasse para sua cidade natal. Em maio de 2011, a Raydale Community Partnership, da qual o Gretna FC 2008 é membro, negociou a compra do local.

## História
O Gretna Football Club original foi fundado em 1946 e ingressou na Scottish Football League em 2002. Depois de ser assumido pelo falecido milionário Brooks Mileson, o clube teve uma ascensão meteórica, ganhando promoção por três anos seguidos para fazer a Scottish Premier League em 2007. No entanto, o clube não conseguiu se sustentar financeiramente e, após a doença de Mileson e a retirada do apoio financeiro, o clube entrou na administração e depois na falência no verão de 2008. O clube foi rebaixado da SPL e depois forçado a renunciar ao seu lugar na Liga Escocesa de Futebol.
Com Gretna saindo do negócio, em 2 de julho de 2008, a Gretna Supporters' Society, um fundo de torcedores, fundou "um novo Gretna Football Club" e nomeou Anton Hodge como presidente. Em agosto de 2009, o trust alterou seus estatutos e o Gretna FC 2008 agora é administrado diretamente pelos membros do conselho do trust, cujo presidente é Craig Williamson. O novo clube é de propriedade integral da sociedade e sua diretoria eleita pelos membros da sociedade. O clube nomeou Stuart Rome, oficial de futebol da Universidade de Cumbria, como gerente de equipe e recrutou grande parte do time de jogadores do time reserva de Workington.Tecnicamente, o Gretna 2008 coexistiu brevemente com o antigo Gretna, que não foi formalmente liquidado até 8 de agosto de 2008.
Incapaz de jogar na casa do antigo Gretna do Raydale Park, eles se mudaram para o Everholm Stadium em Annan. Gretna 2008 jogou sua primeira partida contra Workington em 12 de julho de 2008. Quatro dias depois, eles foram aceitos com sucesso na Primeira Divisão da Liga de Futebol do Leste da Escócia, e em 9 de agosto de 2008, venceram sua primeira partida competitiva como um novo clube, derrotando o Kelso United por 3 a 0 fora em sua primeira partida da temporada da liga. Os novos proprietários do Raydale Park permitiram que o Gretna 2008 se mudasse para sua cidade natal em maio de 2009, e a Raydale Community Partnership, da qual o Gretna FC 2008 é membro, negociou a compra do terreno em maio de 2011. primeira temporada como um novo clube em quarto lugar na liga. Eles perderam por pouco a promoção novamente em sua segunda temporada, mas terminaram em terceiro, em 2010-11, sendo promovidos como campeões da Primeira Divisão.
Em 2013, o Gretna FC 2008 foi eleito membro fundador da nova Lowland Football League.

## Cores e emblema
As cores de Gretna 2008 são preto e cinza com traços brancos. Gretna F.C. tinha usado camisas brancas depois que Brooks Mileson assumiu o controle do clube, mas aros preto e branco eram as cores tradicionais do clube.
O emblema do clube é muito semelhante ao do Gretna, exceto que 2008 foi adicionado para refletir a mudança de status naquele ano. A bigorna representa o famoso local de casamento da Blacksmith's Shop em Gretna Green, e os cardos representam a localização escocesa do clube.

## Elenco Atual
- Atualizado até 26 de Janeiro de 2022[10]

Nota: Bandeiras indicam equipe nacional, conforme definido pelas regras de elegibilidade da FIFA. Os jogadores podem ter mais de uma nacionalidade não-FIFA.
| N.º |            | Posição | Jogador                                       |
| --- | ---------- | ------- | --------------------------------------------- |
|     | Escócia    | G       | Sam Henderson                                 |
|     | Escócia    | G       | Lee Kilbride                                  |
|     | Inglaterra | D       | Alex Andrews                                  |
|     | Escócia    | D       | Oliver Black (emprestado por Partick Thistle) |
|     | Escócia    | D       | Aidan Cassidy (emprestado por Clyde)          |
|     | Escócia    | D       | Sean Clark (emprestado por Kilmarnock)        |
|     | Escócia    | D       | Conor Duffy                                   |
|     | Inglaterra | D       | Toby Emerson                                  |
|     | Inglaterra | D       | Nathan Hendji                                 |
|     | Escócia    | D       | Bashir Mahmoud                                |
|     | Nigéria    | D       | Daniel Martins                                |
|     | Inglaterra | D       | Kevin Onanu                                   |
|     | Escócia    | D       | Euan Whitty                                   |

| N.º |                                | Posição | Jogador                               |
| --- | ------------------------------ | ------- | ------------------------------------- |
|     | Espanha                        | M       | Kai McCormack (emprestado por Clyde)  |
|     | Escócia                        | M       | Ewan Cameron                          |
|     | Escócia                        | M       | Paul Hale                             |
|     | Costa do Marfim                | M       | Aboubacar Karamoko                    |
|     | França                         | M       | Benjamin Luissint                     |
|     | Suíça                          | M       | Griffin Sabatini                      |
|     | Escócia                        | M       | Dean Watson                           |
|     | Inglaterra                     | M       | Robbie Ivison                         |
|     | Benim                          | A       | Élie Junior Akobeto                   |
|     | Escócia                        | A       | Jordan Kemoe                          |
|     | Escócia                        | A       | Olly McDonald                         |
|     | Irlanda do Norte               | A       | Gerard McMullan                       |
|     | República Democrática do Congo | A       | Emile Ngoy (emprestado por Stranraer) |

## Títulos
- East of Scotland Football League First Division: (1) 2010-11
- East of Scotland City Cup: (1) 2012-13
- East of Scotland Qualifying Cup: (2) 2009-10, 2012-13
- Alex Jack Cup: (1) 2008-09
- Lowland League Cup: (2) 2014-15, 2015–16